# Adolf
Pour l’article ayant un titre homophone, voir Adolphe.
Adolf est un prénom masculin en allemand, catalan, islandais, finnois, hongrois, néerlandais, norvégien.

## Équivalents
- français : Adolphe
- gotique : Aþawulfs
- Proto-germanique : At(h)awulf, At(h)aulf*
- letton : Ādolfs

## Popularité
Dans l'Allemagne tant protestante (avec Gustave II Adolphe et d'autres) que catholique (avec Adolph Kolping), Adolf avait[Quand ?] une certaine popularité. Mais depuis le début du XXe siècle, la fréquence du prénom a diminué. Après une recrudescence à partir de 1933, qui a duré jusqu'en 1942, son utilisation s'est effondrée - probablement en corrélation avec la popularité d'Adolf Hitler (mais aussi à cause d'Adolf Eichmann). Depuis le début des années 1950, le prénom Adolf n'est désormais attribué à presque aucun nouveau-né dans les pays germanophones, ni d'ailleurs ses équivalents dans les autres pays occidentaux.
L'attribution du prénom Adolf n'est cependant pas interdite en Allemagne.
Le prénom était également populaire en Suède et fut porté par plusieurs rois. Cependant, il ne figure plus parmi les dix prénoms les plus populaires depuis les années 1920. En 2015, il y avait seulement 2 600 Adolf en Suède. Depuis 1998, moins de dix nouveau-nés reçoivent ce prénom chaque année.

## Personnalités portant ce prénom
- Ādolfs Alunāns (1848-1912), acteur russe
- Adolf Dassler (1900-1978), entrepreneur allemand
- Adolph Dubs (1920-1979), ambassadeur des États-Unis en Afghanistan
- Adolf Eichmann (1906-1962), criminel de guerre nazi
- Adolf Engler (1844-1930), botaniste allemand
- Adolf Fick (1829-1901), physiologiste allemand
- Adolf von Harnack (1851-1930), théologien allemand
- Adolf Hitler (1889-1945), dictateur et homme politique allemand
- Adolf Hurwitz (1859-1919), mathématicien allemand
- Adolf Erik Nordenskiöld (1832-1901), géologue et explorateur finlandais
- Adolf Ogi (1942-), homme politique suisse
- Adolf Hütter (1970-), footballeur autrichien

## Bâtiment
- Stavkirke Gustav Adolf, église de Goslar (Allemagne).